# Hongxing (köping i Kina, Inre Mongoliet, lat 43,62, long 122,28)
Hongxing (kinesiska: 红星, 红星镇) är en köping i Kina. Den ligger i den autonoma regionen Inre Mongoliet, i den norra delen av landet, omkring 930 kilometer öster om regionhuvudstaden Hohhot.
Genomsnittlig årsnederbörd är 621 millimeter. Den regnigaste månaden är juli, med i genomsnitt 157 mm nederbörd, och den torraste är januari, med 4 mm nederbörd.